# Mithraculus sculptus
Mithraculus sculptus es una especie de crustáceo decápodo de la familia Majidae.
Su nombre común es cangrejo esmeralda. Es una especie popular en acuariofilia marina, debido a su hábito y gran capacidad de alimentarse de algas, cuya proliferación en los acuarios suele ser una de las "batallas" típicas a librar.

## Morfología
Sus características distintivas son su color verde esmeralda brillante y las cerdas, o pelos, que recubren totalmente sus pereiópodos, o patas.
Su caparazón es redondeado, y tiene la superficie de los dos tercios posteriores cubierta de protuberancias y surcos. Sus quelas, o pinzas, son curvas, adaptadas a su alimentación alguívora. 
Existen dos variedades de coloración, una con el color verde esmeralda, y la otra, con un patrón de fondo marrón claro y numerosas manchas irregulares de color marrón oscuro.
Alcanza los 5 cm de tamaño.

## Alimentación
Es un alguívoro, que se alimenta de algas, aunque también de detritus orgánicos.

## Hábitat y distribución
Habita en arrecifes, sobre rocas y corales. Suele encontrarse entre 10 y 60 m
Se distribuye en aguas tropicales del océano Atlántico occidental, desde la costa de Florida hasta Venezuela, incluyendo el Golfo de México y el Caribe.

## Mantenimiento
Requiere acuarios maduros y estables, no tolerando cambios en las condiciones del agua. Tampoco tolera tratamientos que contengan cobre, frecuentemente utilizados
para varias enfermedades comunes de los peces.
Se deberá contar con roca viva, dónde se alimentará especialmente de noche, ya que es de hábitos nocturnos. Las rocas, también le facilitarán los escondites necesarios durante el día.
No solo se alimenta de algas filamentosas, sino que también se alimenta de otra alga invasiva: la Región Valona, siendo la única especie de herbívoro disponible en el mercado de acuariofilia que lo hace.
Si dispone de suficientes algas para su alimentación, es un habitante pacífico y compatible en acuarios "de arrecife". De lo contrario, algunos corales y peces pequeños serán sus presas.